# Cyclophiops multicinctus
Cyclophiops multicinctus— вид неотруйних змій родини вужеві (Colubridae).

## Поширення
Вид поширений у Лаосі, В'єтнамі та на півдні  Китаю (провінції Гуандун, Гуансі, Хайнань і Юньнань).

## Опис
Змія сягає завдовжки 106 см.